# Stele

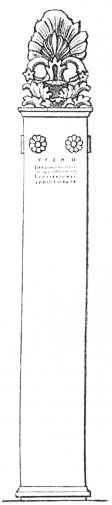
Antike griechische Grabstele

Als Stele (altgriechisch στήλη stélē = „Säule“, „Grabstein“) wird seit der griechischen Antike primär ein hoher, freistehender, monolithischer Pfeiler bezeichnet. Stelen dienten oft als Grabmal oder auch als Inschriften- oder Grenzstein; bei den Maya dienten sie meist der Herrscherapotheose.

## Form
Die meisten klassischen Stelen sind zwischen einem und drei Meter hoch und bestehen aus einem rechteckigen Unterteil und einem gewölbten oder anderweitig verzierten Oberteil; beide Teile haben in der Regel rechtwinklige Kanten. Nur selten sind der untere Teil oder dessen Kanten gerundet. Bereits im ausgehenden Mittelalter und in der frühen Neuzeit entstanden neue Formen (vgl. Hilarri). Im 20. Jahrhundert entwickelte sich eine große Formenvielfalt; außerdem erweiterte sich der Begriff „Stele“ auch auf säulen- oder pfeilerähnliche Formen.

## Geschichte

### Jungsteinzeit
Ob den jungsteinzeitlichen Menhiren und Steinplatten (z. B. Table des Marchand) bereits Stelencharakter zuzuschreiben ist, ist unklar, doch ist den um 1500 bis 2500 v. Chr. datierten Statuenmenhiren bereits eine deutliche Stelenform zu eigen. Natürlich geformte oder in Form gebrachte aufgerichtete Steine mit künstlichen Schälchen sind in allen Regionen zahlreich zu finden. Häufig haben sie neben den Schalen weitere Gravuren.

### Ägypten und Äthiopien
Ägyptische Stelen sind häufig viereckig und verjüngen sich leicht nach oben. Diese Form wird als Obelisk bezeichnet, wenn sie mit einer Pyramide abgeschlossen wird. Die wohl in die erste Hälfte des 1. Jahrtausend n. Chr. zu datierenden, bis zu 33 m hohen und nicht beschrifteten Stelen von Obelisken von Aksum (Äthiopien) gehören zu den eindrucksvollsten Exemplaren der Gattung.

### Mesopotamien

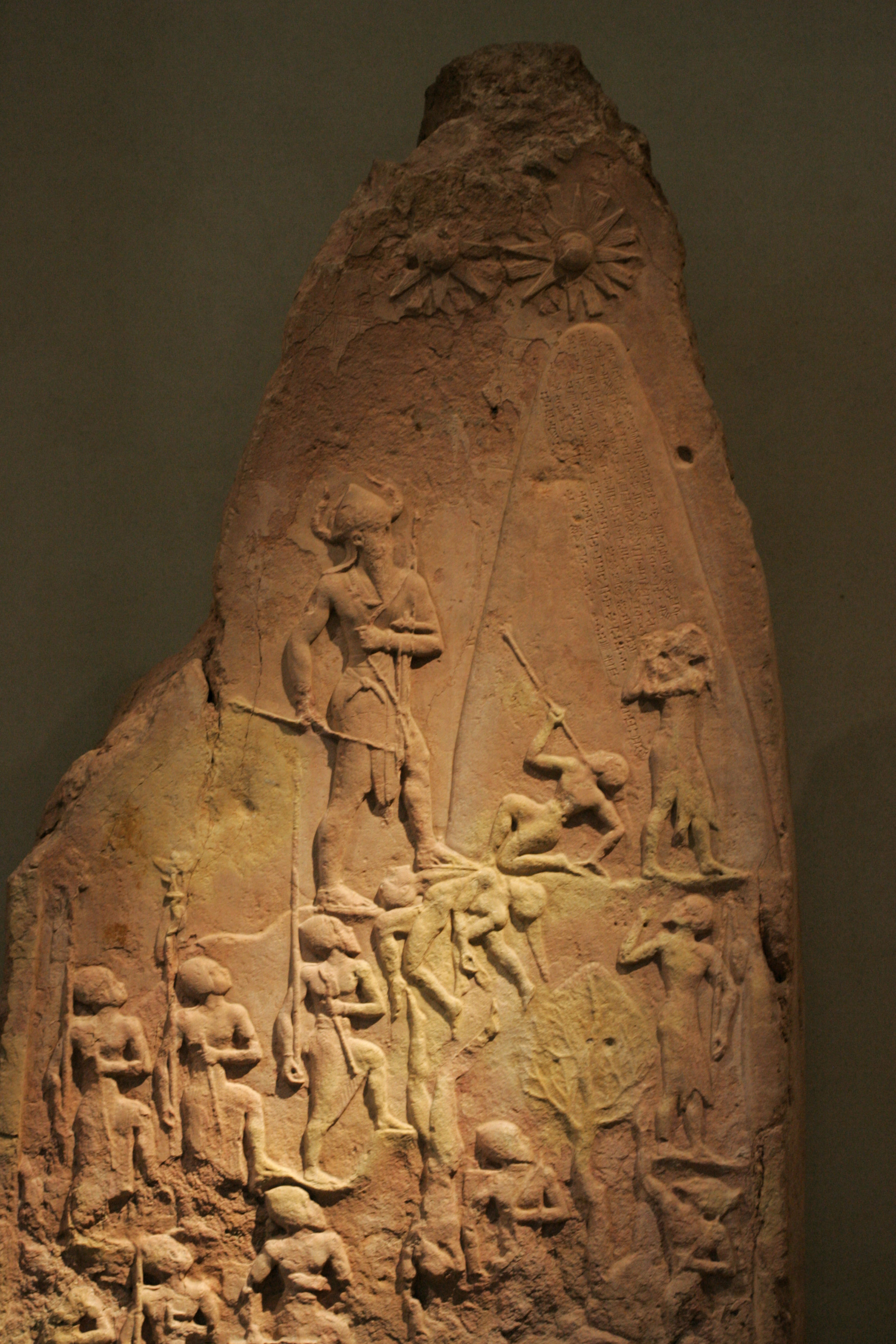
Siegesstele des Naram-Sin

Bereits um 2100 v. Chr. entstand die Ur-Nammu-Gesetzesstele. Berühmter ist jedoch die aus dem 18. Jahrhundert v. Chr. stammende säulenförmige Gesetzesstele Hammurapis I. aus Babylon.

### Anatolien
In Anatolien entstanden ab der Mitte des 2. Jahrtausends v. Chr. im hethitischen Großreich und nach dessen Ende im 12. Jahrhundert v. Chr. weiter in den späthethitischen Kleinstaaten zahlreiche Stelen. Sie zeigten Reliefs von Herrschern und Götter sowie auch Inschriften in luwischen Hieroglyphen.

### Griechenland
Antike Stelen aus Griechenland sind oft mit Blätter- und Blumenverzierungen (Anthemion) versehen. Wenn sie ein Grabmal markieren, tragen sie auf der Vorderseite den Namen des/der Toten und häufig ein Relief, auf dem auch die Familie oder Szenen aus dem Leben des Verstorbenen dargestellt sein können. Die größte Sammlung solcher Stelen befindet sich im Nationalmuseum Athen. Mit der Errichtung von Stelen wurden auch die Sieger antiker Olympischer Spiele geehrt oder wurde an die Verfehlungen Gestorbener als abschreckendes Beispiel erinnert.

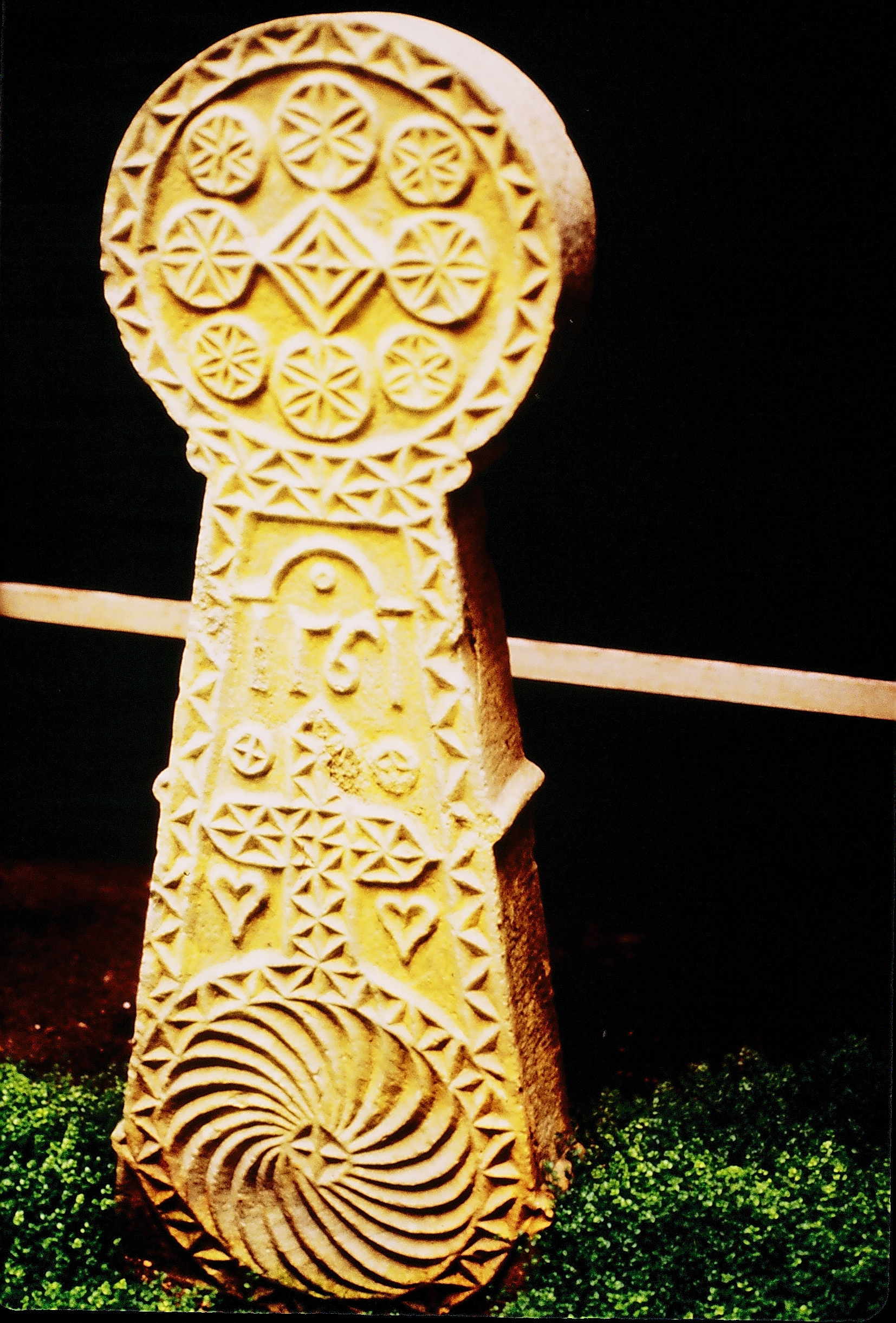
Grabstele mit Sonnenornamenten (Hilarri), Baskenland

### Indien
Anstelle der in Indien wegen der Praxis der Leichenverbrennungen nahezu unbekannten Stelen wählte man für Edikte und sonstige Bekanntmachungen die Säulenform (siehe Ashoka-Edikte; Heliodoros-Säule, Eiserne Säule); viele Inschriften wurden auch in freistehende Felsblöcke oder in Tempelwände graviert.

### Rom
In makedonischer und römischer Zeit haben die Grabstelen ihre Form hin zum heute bekannten Grabstein verändert: Sie wurden niedriger und breiter und nach oben oft mit einem Giebel oder einer Palmette abgeschlossen.

### Mittelalter
Im Mittelalter wurden Grabstelen meist durch Grabplatten oder -kreuze ersetzt; erst im 15. Jahrhundert setzte eine allmähliche Wiederbelebung der aufrecht stehenden Stele ein. Zahlreiche frühneuzeitliche Grabstelen (hilarris) sind im Baskenland erhalten. Andere – jedoch meist zerstörte – befinden sich in der Comarca Sayago in der spanischen Provinz Zamora (z. B. im Ort Moral de Sayago). Kunstvoll verzierte Grabpfosten waren bis 1945 auch landestypisch für das Oberland (Ostpreußen).

### Maya
Während aus den meisten Kulturzentren im Hochland von Mexiko keine Stelen bekannt sind, erlebten sie bei den Tiefland-Maya ihren Höhepunkt. Die Höhe der oft allseitig bearbeiteten Maya-Stelen variiert zumeist zwischen ca. 2 und 3 m; wenige Exemplare erreichen über 5 m, die mit ca. 10,60 m höchste Stele befindet sich in Quiriguá (Guatemala). Die Breite der Stelen beträgt etwa 1 bis 2 m; die Dicke liegt zumeist zwischen 30 und 50 cm. Dargestellt sind neben Datums- und Namensglyphen auch Herrscherpersönlichkeiten und Ballspieler (seltener Götter). Auf den allerdings seltenen Stelen mit zwei oder mehr Personen werden auch Interaktionen zwischen den Beteiligten gezeigt.

### Neuzeit
- Südlich des inneren Osttors wurden beim Bau des Berliner Olympiastadions mit Namen und Relief versehene Stelen errichtet, die an die deutschen Goldmedaillengewinner und Sportarten bei Olympischen Winter- und Sommerspielen seit 1896 erinnern („Olympiastelen“). Die Errichtung weiterer Stelen wurde nach dem Zweiten Weltkrieg auf Wunsch der Berliner Senatorin Ella Kay nördlich des inneren Osttors fortgesetzt. Die Goldmedaillengewinner der DDR wurden nachträglich mit reinen Namensstelen geehrt, die (vorläufig) letzte Olympiastele wurde am 23. Juli 2010 eingeweiht (Salt Lake City 2002-Athen 2004) und von dem Berliner Bildhauer Paul Brandenburg gefertigt.
- Heute wird der Begriff der Stele auch für schmale, hohe Informationstafeln verwendet, die an Bushaltestellen, Bahnhöfen oder als Elemente von Leitsystemen in der Stadtmöblierung zu finden sind.
- Auch in der zeitgenössischen Kunst werden Stelen als ästhetisches Ausdrucksmittel häufig verwandt. So hat der St. Wendeler Künstler Leo Kornbrust etliche Stelen für den Öffentlichen Raum geschaffen, unter anderem eine etwa 10 m hohe Granitsäule in der Brunnenanlage des UKV-Gebäudes in Saarbrücken. Das berühmteste Beispiel für die Verwendung der Stele in Deutschland dürfte das von Peter Eisenman entworfene Denkmal für die ermordeten Juden Europas sein, ein Feld aus 2711 Stelen aus Beton.
- Im Rahmen eines europaweiten Projekts wurden seit dem Jahr 2000 über 30 oktogonale, jeweils 4,5 t schwere Stauferstelen des Bildhauers Markus Wolf an Orten errichtet, die mit der Geschichte der Staufer im Zusammenhang stehen.[4]

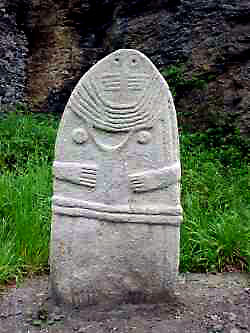
Statuenmenhir (Frankreich)
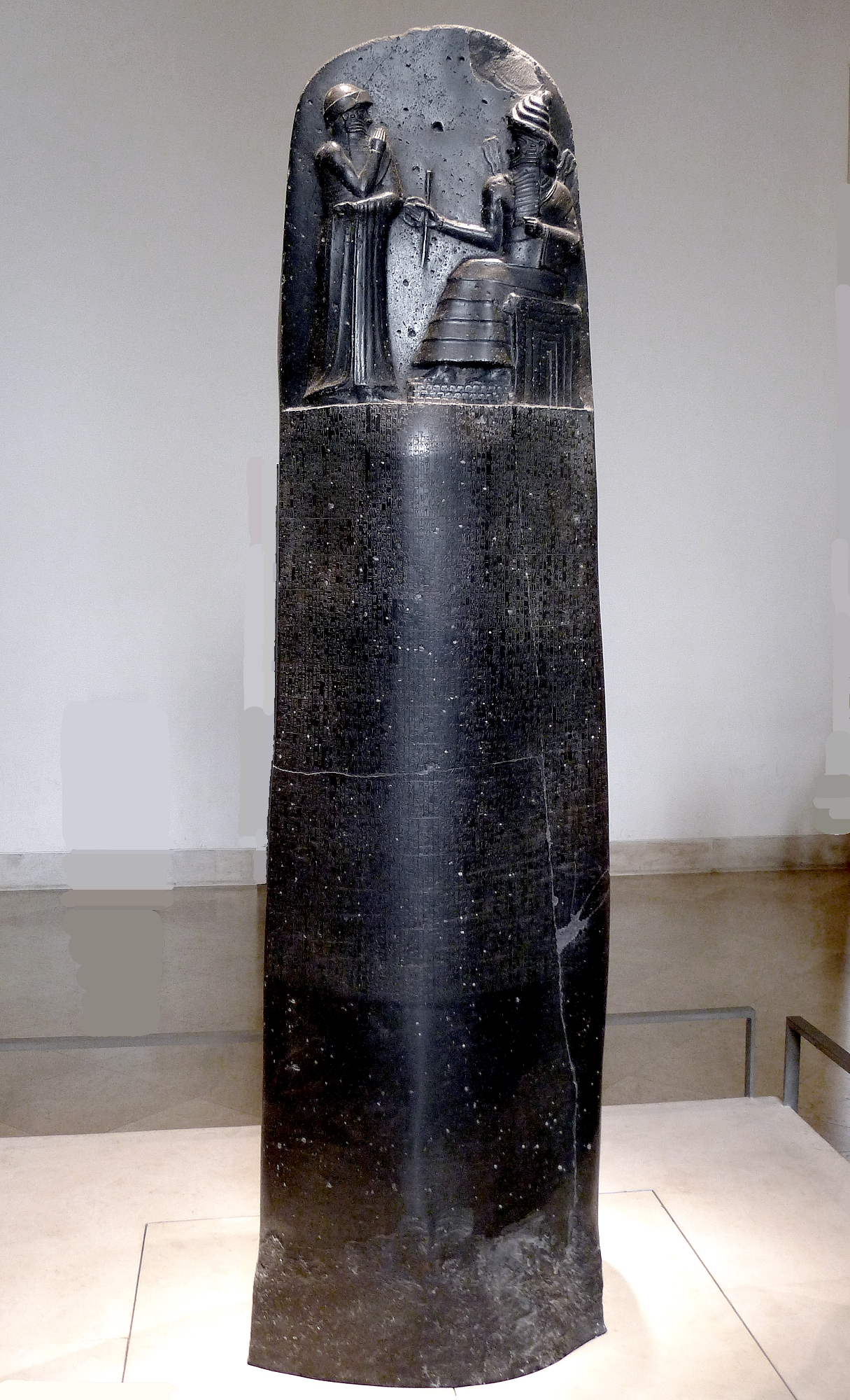
Gesetzesstele Hammurapis I. (Babylon)
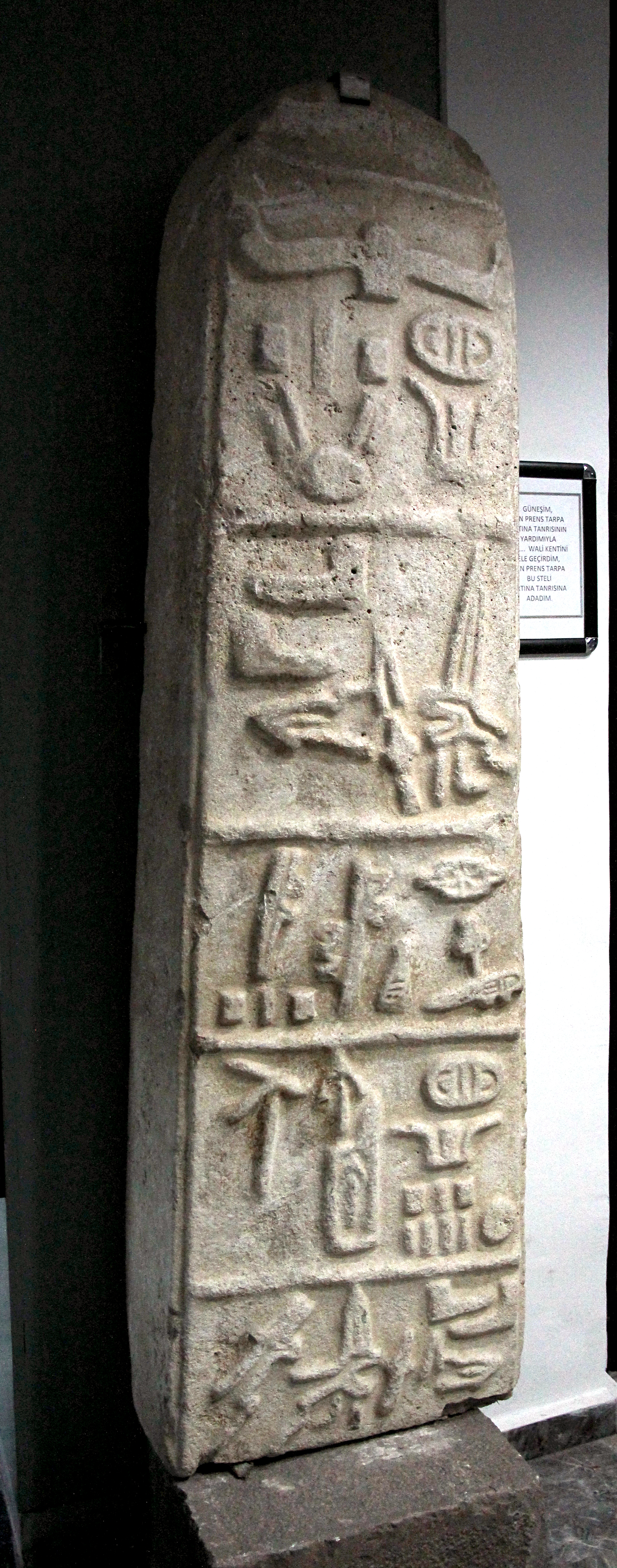
Hethitische Stele (um 12. Jhd. v. Chr.)
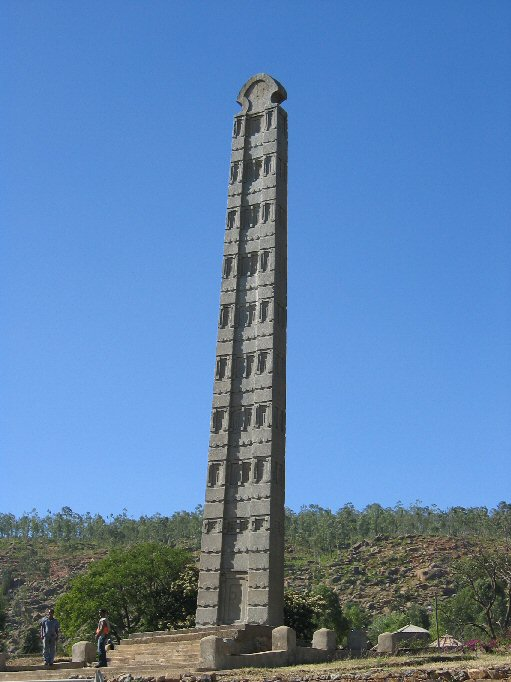
König Ezanas Stele in Aksum (Äthiopien)
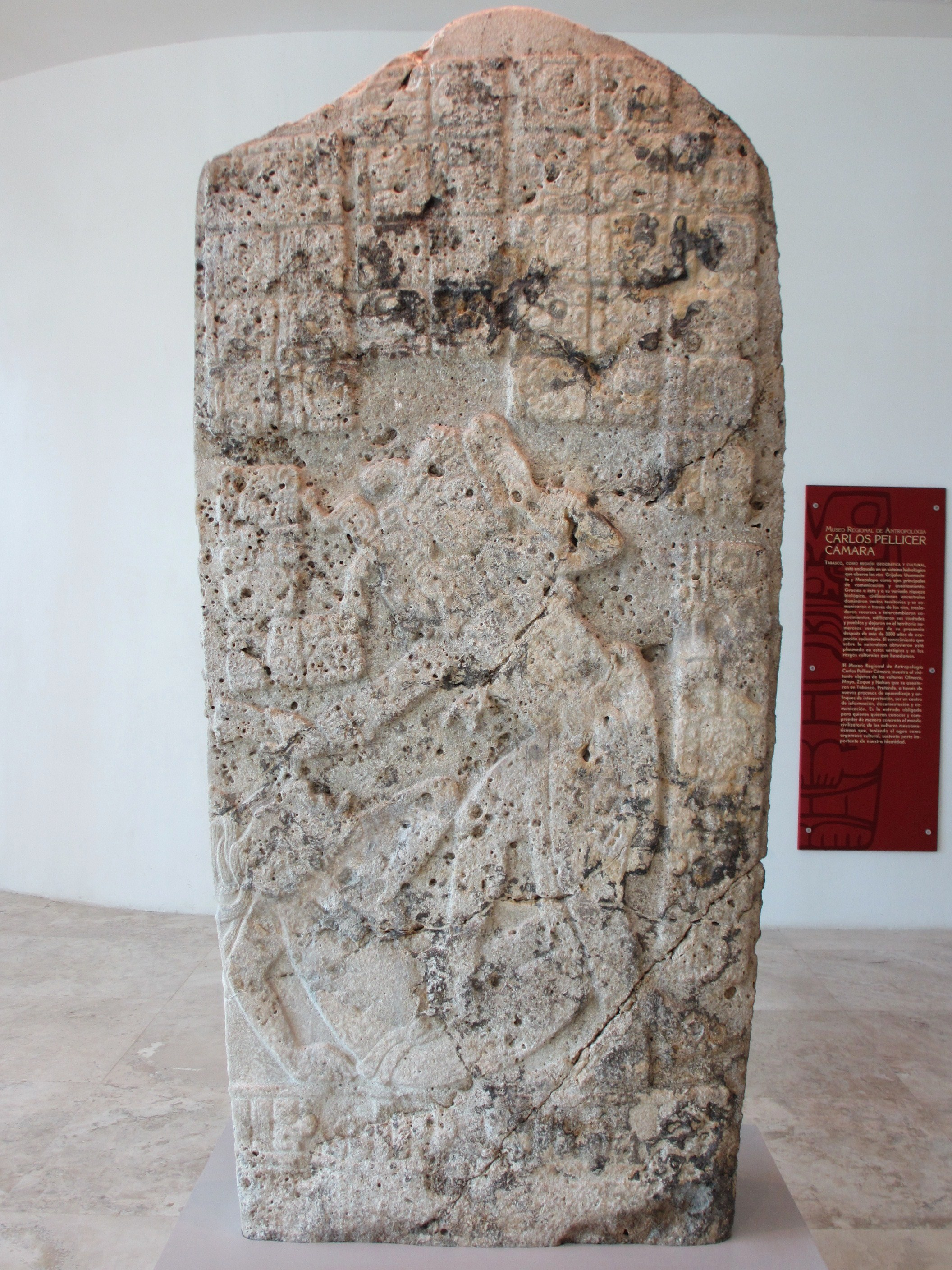
Maya-Stele (Mexiko)
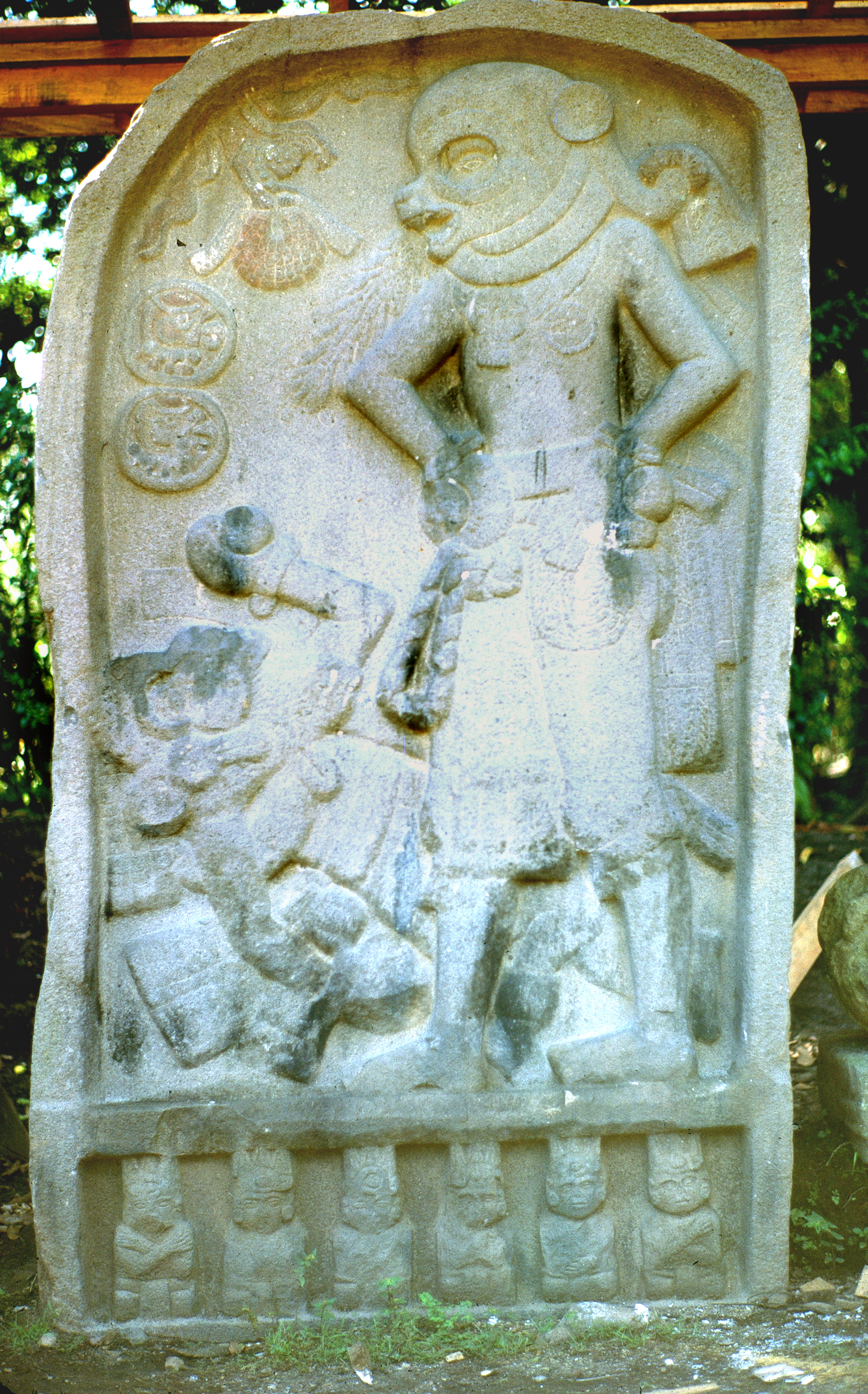
Maya-Stele, El Baúl (Guatemala)
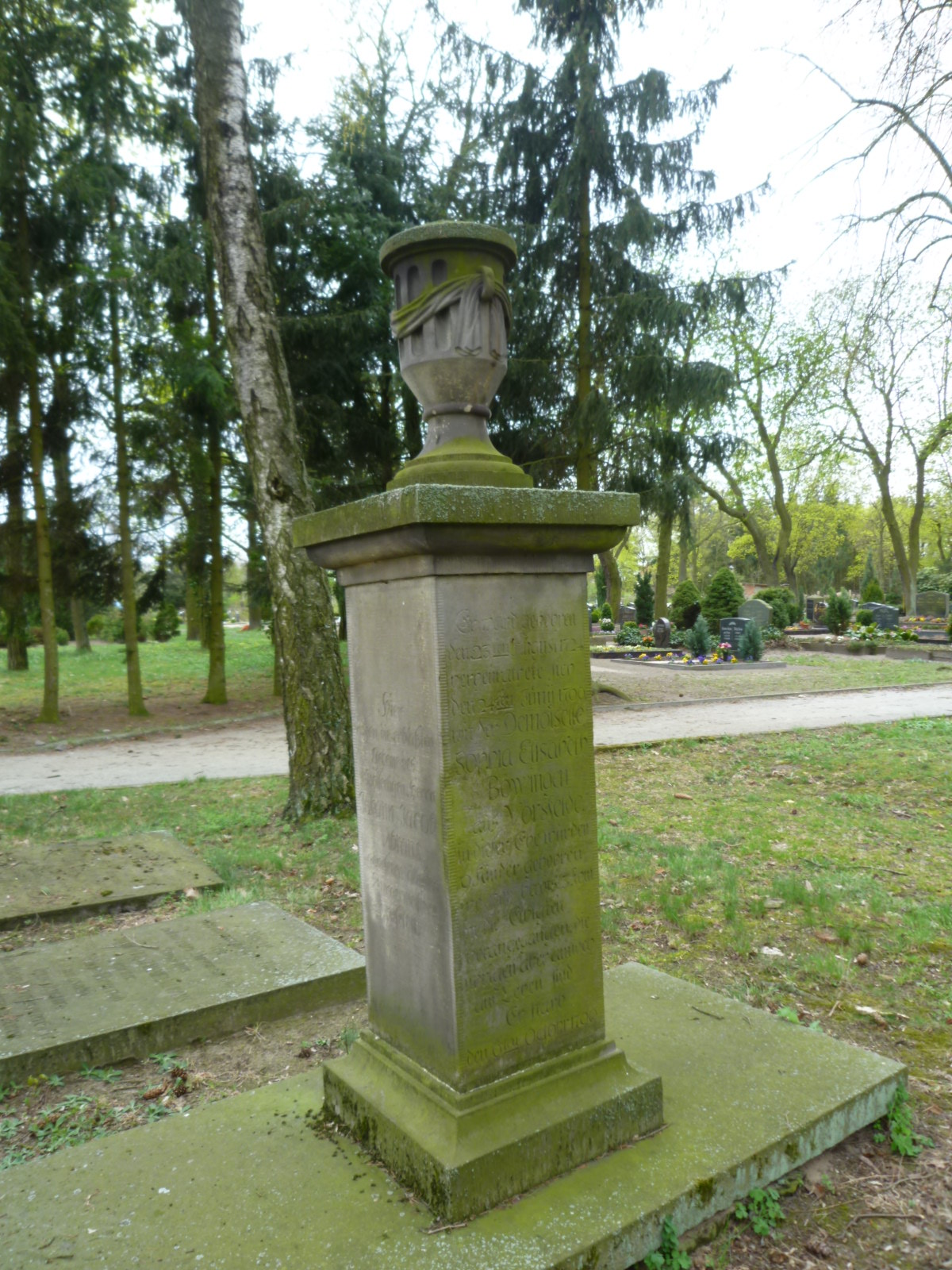
Stele aus Sandstein, als Denkmal in Calvörde (Deutschland)
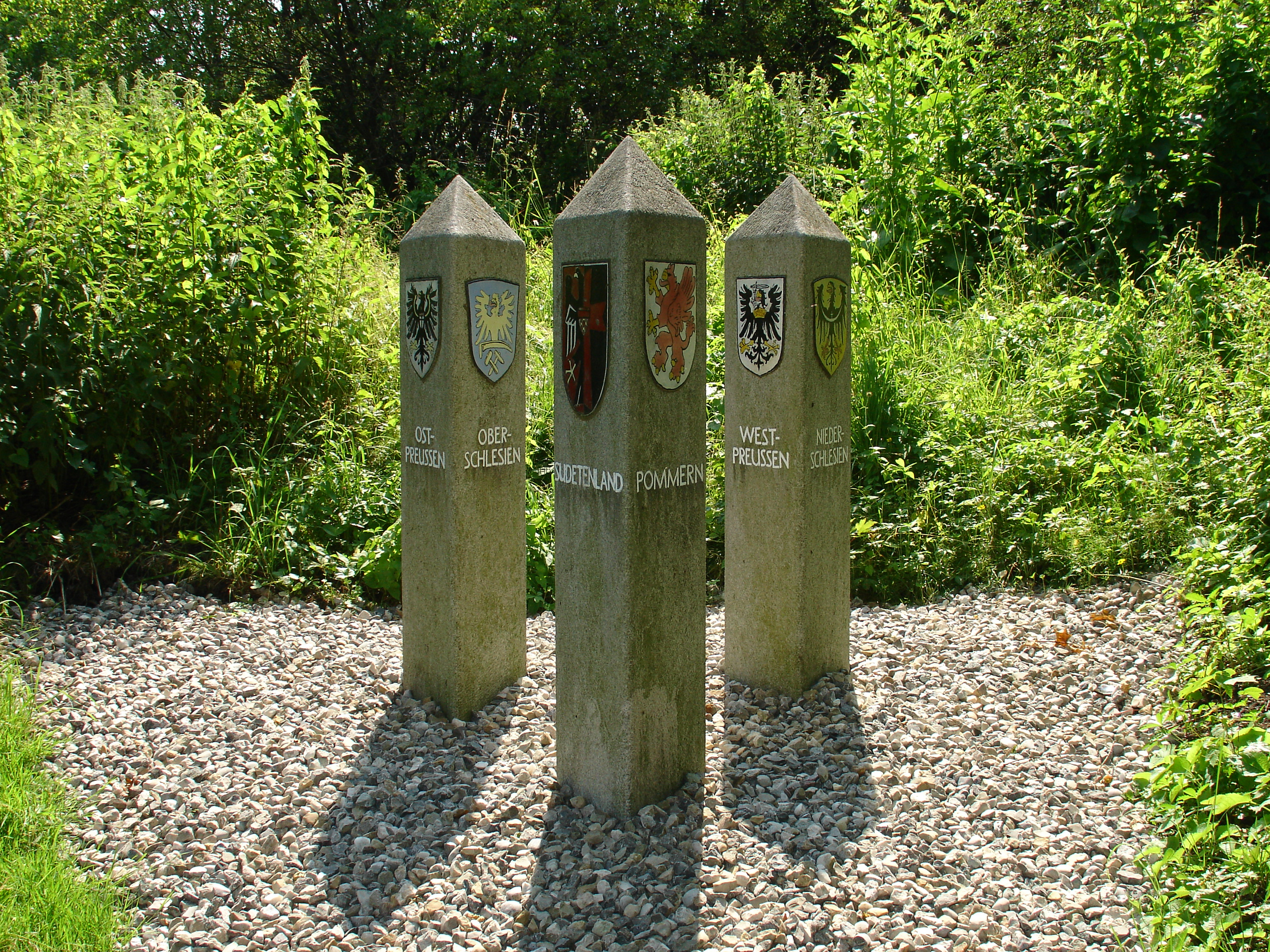
Stelen in Puchheim-Bahnhof (Deutschland)
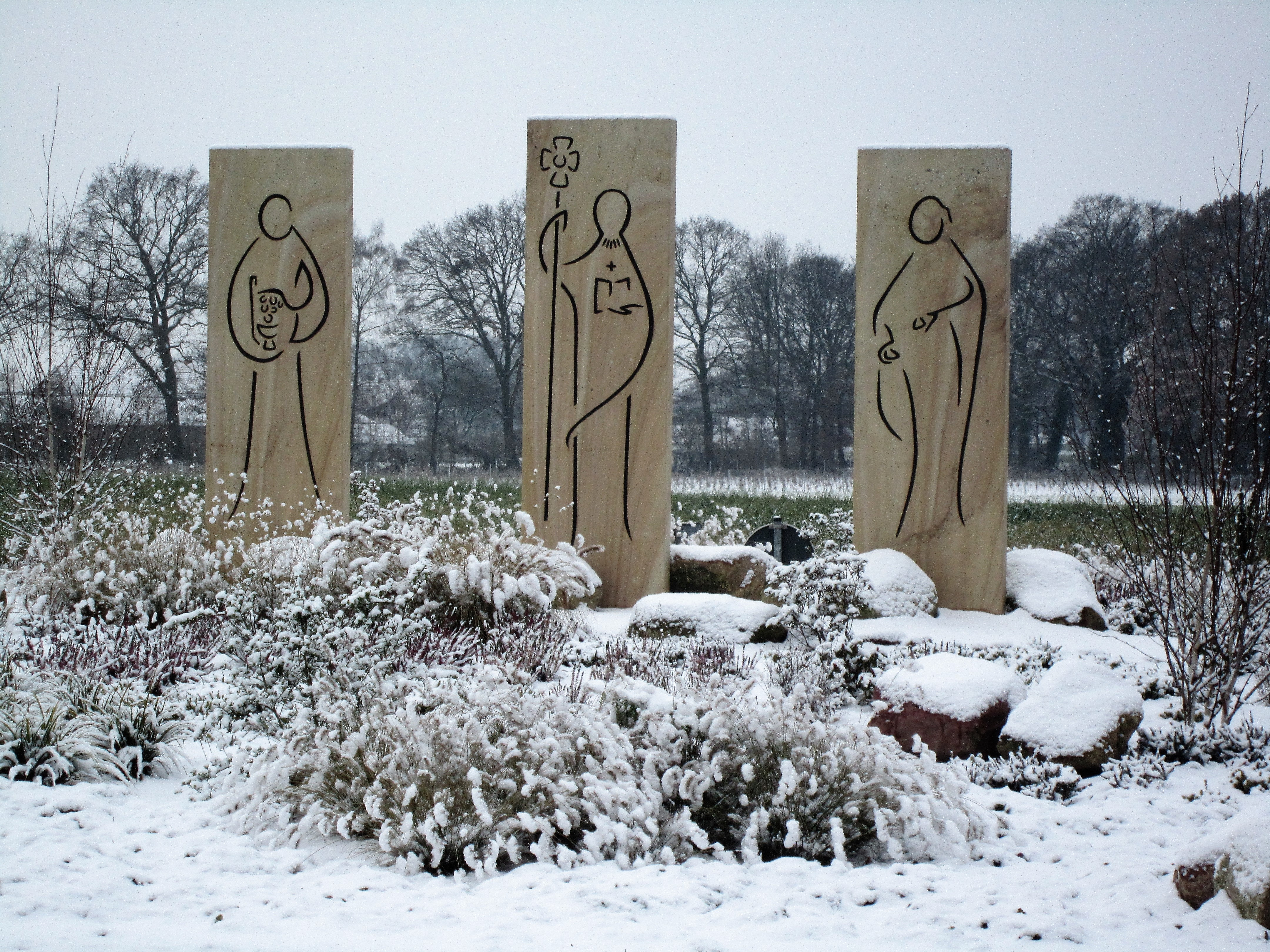
Stelen als Kreiselkunst in Visbek (Deutschland)
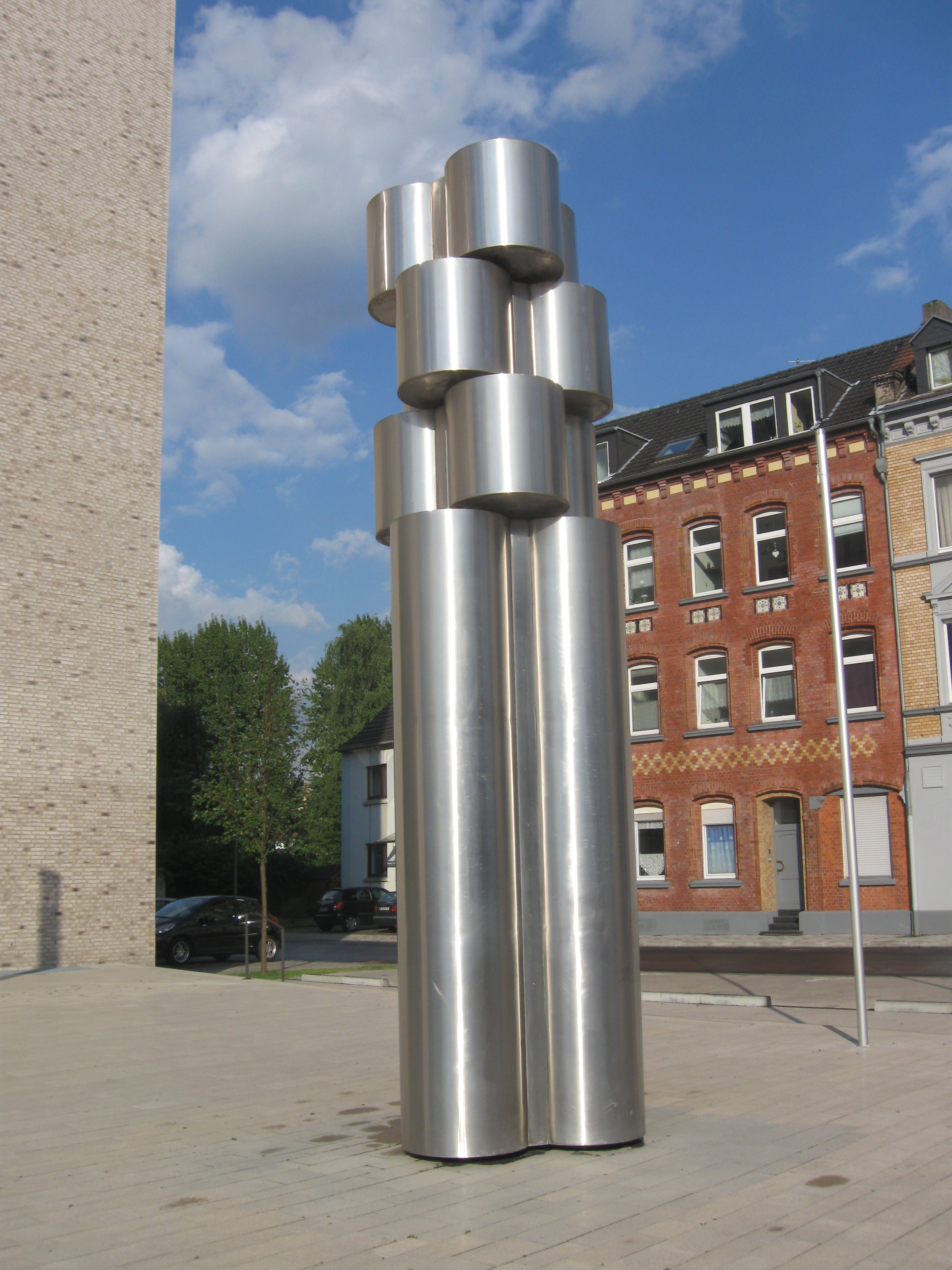
Moderne Stele aus rostfreiem Stahl (Mobile Plastik ohne Titel von Günter Tollmann, 1973)
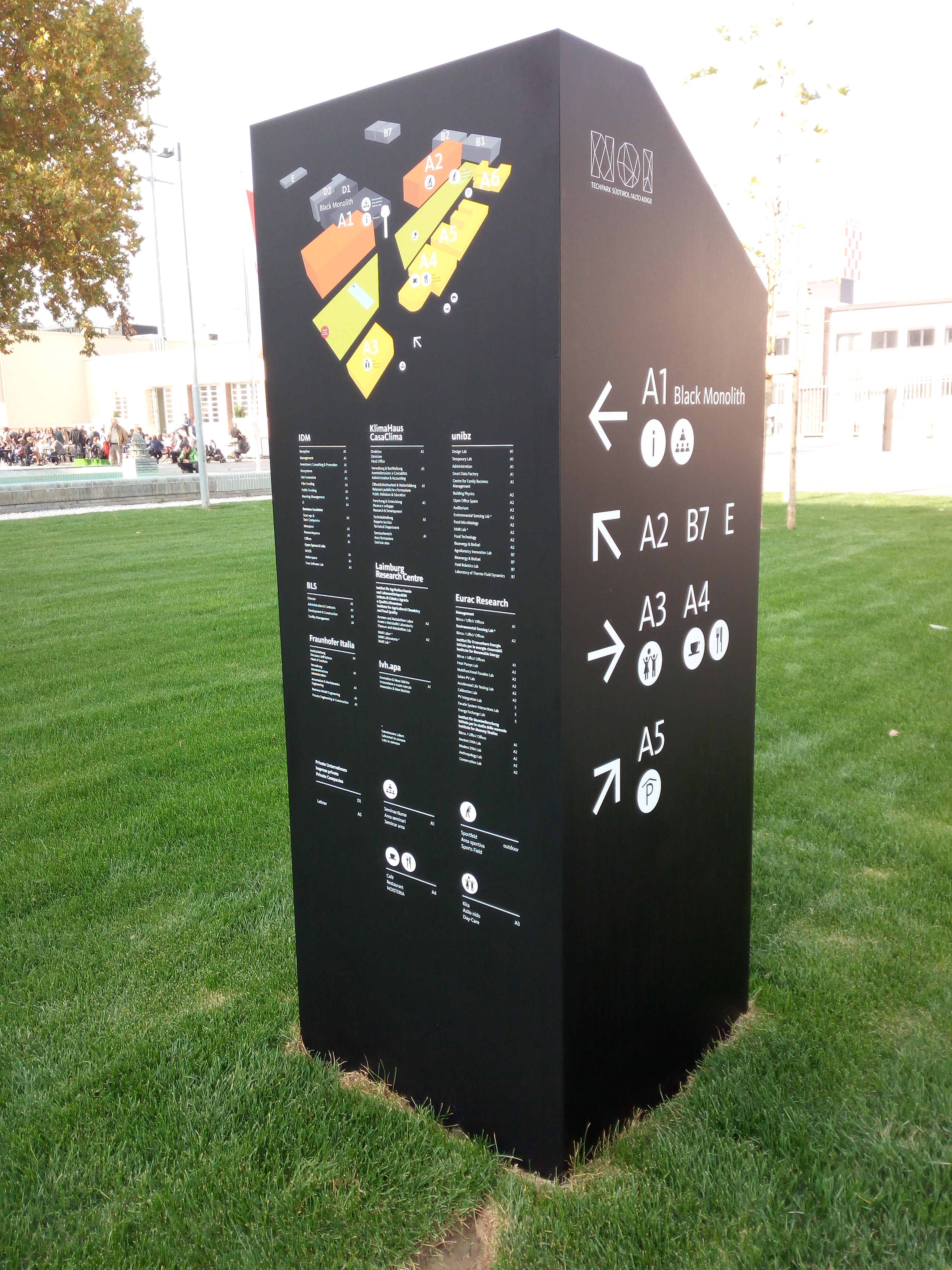
Moderne Informationsstele in Bozen
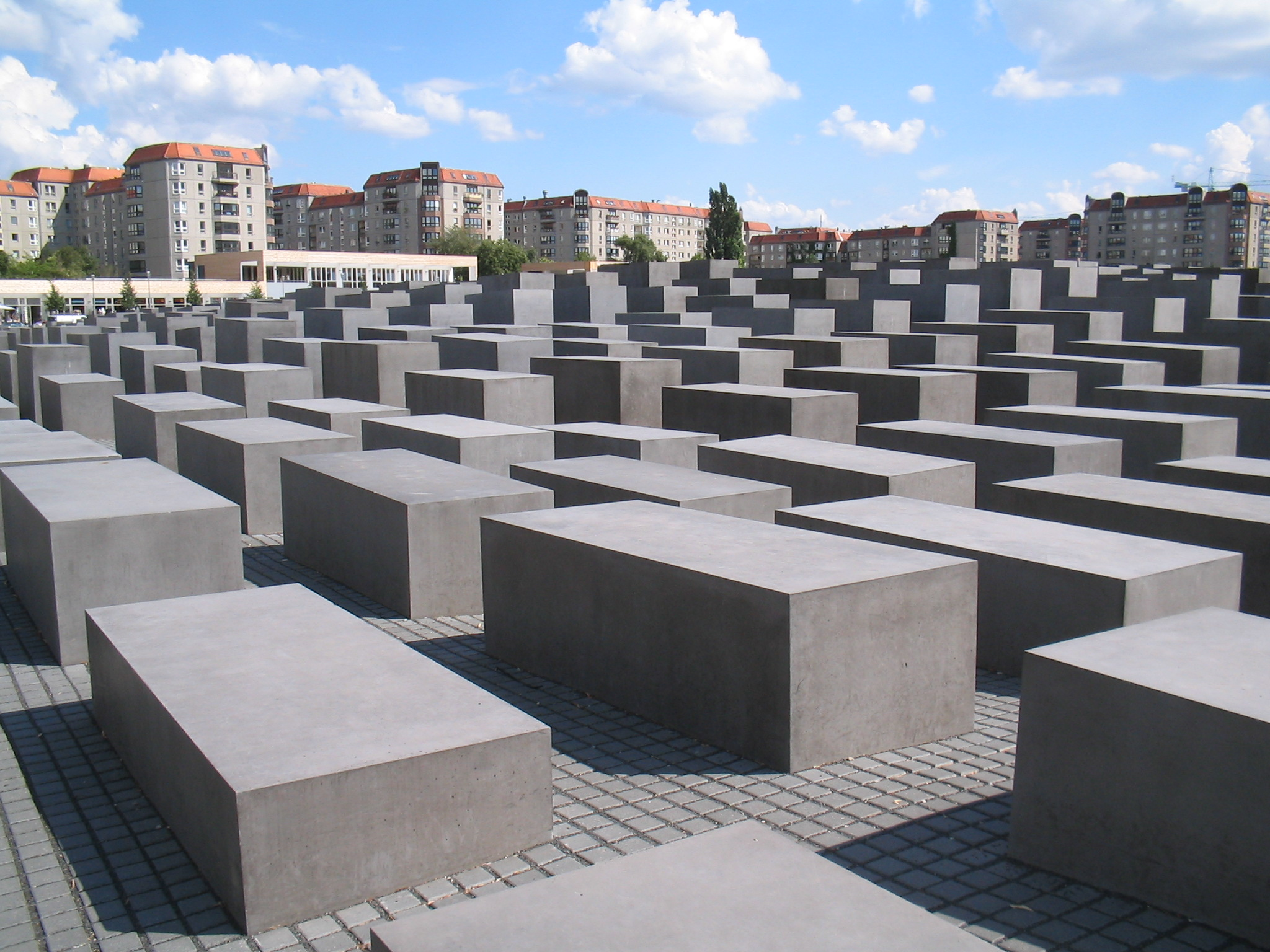
Denkmal in Berlin mit 2711 Stelen für die im Zweiten Weltkrieg in Europa ermordeten rund 6 Millionen Juden
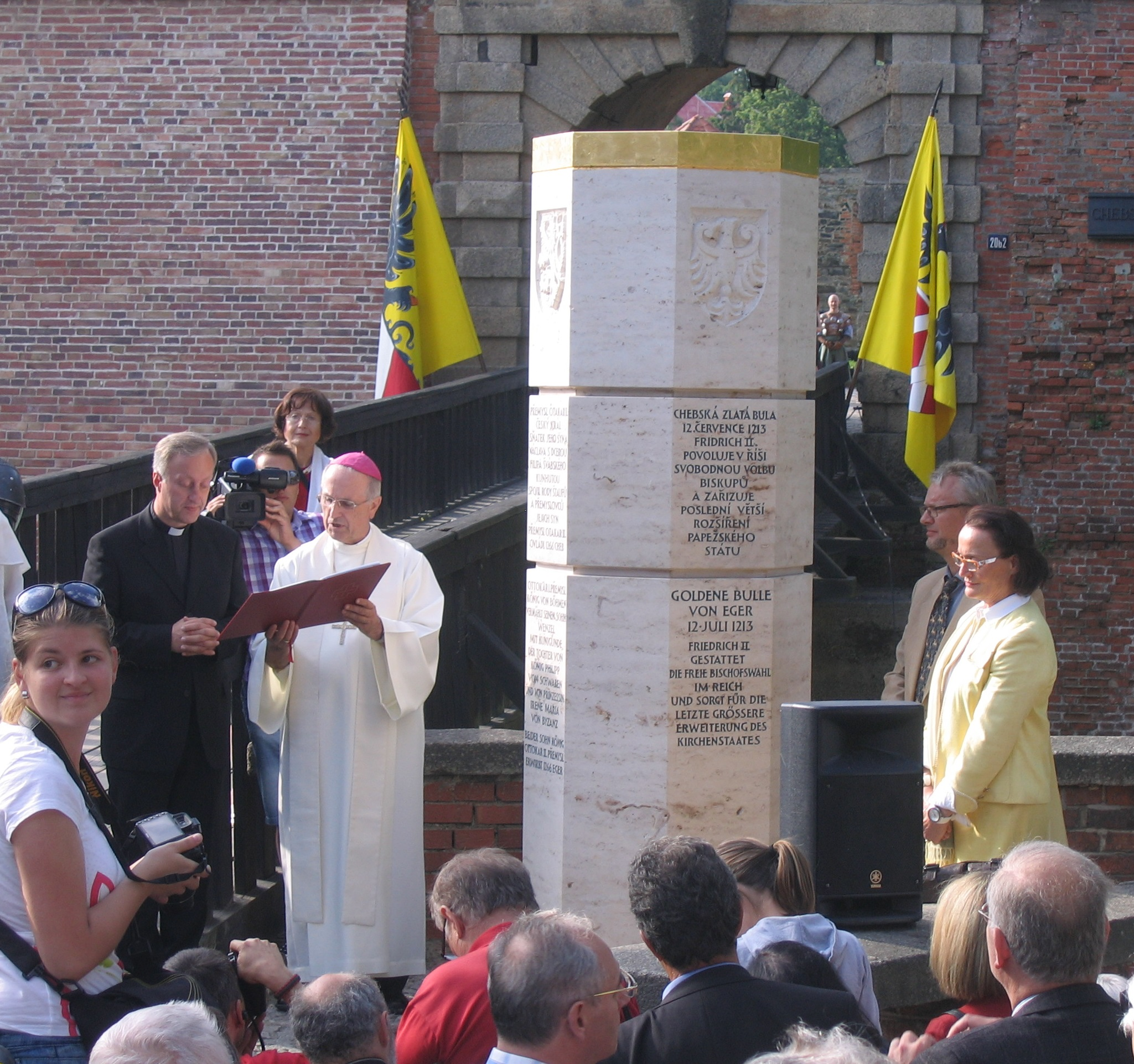
Einweihung der Stauferstele in Cheb (2013)

## Weiterführende Literatur
- Jutta Börker-Klähn: Altvorderasiatische Bildstelen und vergleichbare Felsreliefs (= Baghdader Forschungen. Band 4). 2 Bände. Mainz 1982, S. 134–136.